# Wintershall
Wintershall — крупнейшая немецкая газовая и нефтяная компания. Штаб-квартира — в городе Кассель, земля Гессен. Основана в 1894 году.
Wintershall — дочернее предприятие концерна BASF, занимающееся более 85 лет поиском и добычей нефти и газа. Председатель правления — Mario Mehren (Марио Мерен).

## Деятельность
Основные направления деятельности компании Wintershall — это геологоразведка и добыча нефти и газа в Европе, Северной Африке, Северной и Южной Америке, а также в России и Прикаспийском регионе. Wintershall является крупнейшей нефтегазодобывающей компанией в Германии, она занимает 11-е место в Европе и 59-е в мире. Кроме того, в сферу деятельности компании входит транспортировка, хранение и реализация природного газа. Ключевой сегмент бизнеса — торговля газом в Германии и других странах Западной Европы. Wintershall владеет в Германии трубопроводной сетью протяженностью более 2000 км. Всего компания представлена в 40 странах мира.
В 2015 году компания добыла 153 млн баррелей нефти и газа в нефтяном эквиваленте. Оборот в 2015 году составил 12,998 млрд евро. Чистая прибыль по итогам 2015 года — 1,050 млрд евро.

## История
Основным акционером компании с момента ее основания в 1894 г. был  Арнольд Рехберг . Через него в 1920-1930-е компания была тесно связана с финансовыми кругами, поддерживавшими нацистов и  была одним из ключевых источников финансирования прихода Гитлера к власти в 1933 году.
После случайного обнаружения нефти в одной из шахт в 1930 году компания занялась её добычей, и уже в 1931 году получает 51 тысяч тонн в год. В 1951 году, наращивая добычу нефти, Wintershall открыла газовое месторождение в немецком графстве Бентхайм и начинает заниматься разработкой и добычей природного газа в Германии. В 1969 году Wintershall стала дочерним предприятием химического акционерного общества BASF.

## Сотрудничество с Россией

### Wintershall и «Газпром»
В 1990 году Wintershall заключил с газовым монополистом «Газпромом» долгосрочный договор о реализации российского природного газа в Германии, а в 1993 году создал вместе с «Газпромом» совместное предприятие Wingas, которое занимается транспортировкой, хранением и сбытом газа в Германии и Западной Европе. Партнерам принадлежат 65 % и 35 %, соответственно.
В 1999 году Wintershall и «Газпром» приняли решение о совместной добыче нефти и газа в России и других странах. Так, в 2005 году Wintershall стал партнёром «Газпрома» по освоению Южно-Русского месторождения в Западной Сибири, добыча газа на котором начинается в 2007 году.
В 2006 году Wintershall приступил в рамках совместного предприятия «Ачимгаз» к бурению на одном из участков ачимовских отложений Уренгойского месторождения и стал таким образом первой немецкой компанией, добывающей газ в Сибири.
В 2015 году произошел обмен активами между Wintershall и «Газпромом», в результате которого «Газпром» увеличил до 100 % свою долю в компании Wingas, а Wintershall получил в свою очередь 25,01 % в проекте по разработке и освоению участков 4А и 5А ачимовских отложений Уренгойского нефтегазоконденсатного месторождения.
Wintershall является, наряду с «Газпромом» и немецкой компанией E.ON, членом международного консорциума по строительству и эксплуатации газопровода «Северный поток» (15,5 %). Морской газопровод «Северный поток» проходит по дну Балтийского моря от Выборга до немецкого города Грайфсвальд и имеет протяженность 1224 км. Ввод в эксплуатацию первой нитки «Северного потока» пропускной способностью 27,5 млрд м³ газа в год состоялся в 2011 году. Строительство второй нитки газопровода к 2012 году привело к увеличению его пропускной способности до 55 млрд м³.
Кроме того, Wintershall участвует в международном консорциуме по строительству и эксплуатации газопровода «Северный поток II» (10 %). В рамках проекта планируется строительство двух ниток газопровода по дну Балтийского моря, каждая протяженностью примерно 1200 км и пропускной способностью 27,5 млрд м³ в год.

### Совместные предприятия
Wintershall имеет доли участия в 45 компаниях по всему миру. Из них на территории Российской Федерации:
- АО «Ачимгаз» — 50,00 %;
- ОАО «Севернефтегазпром» — 24,99 %;
- ООО СП «Волгодеминойл» — 50,00 %.